# Guyanas högland

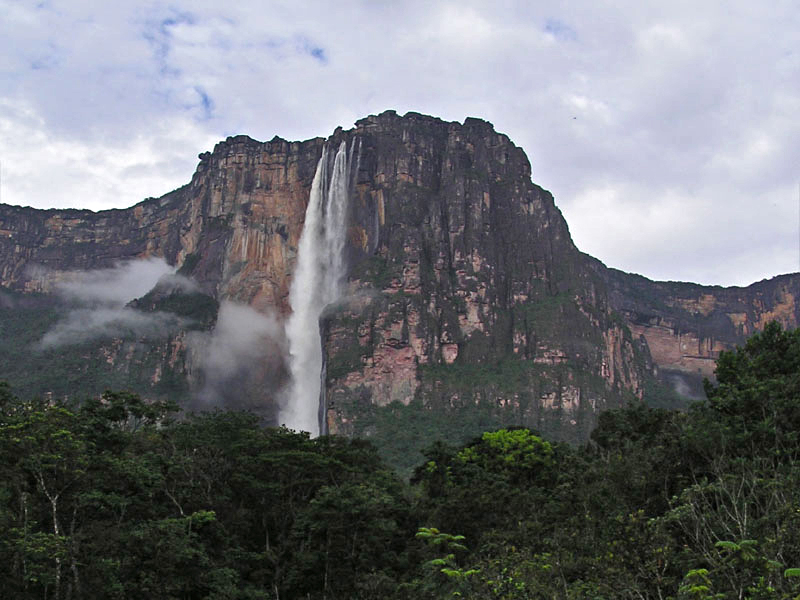
Angelfallen.

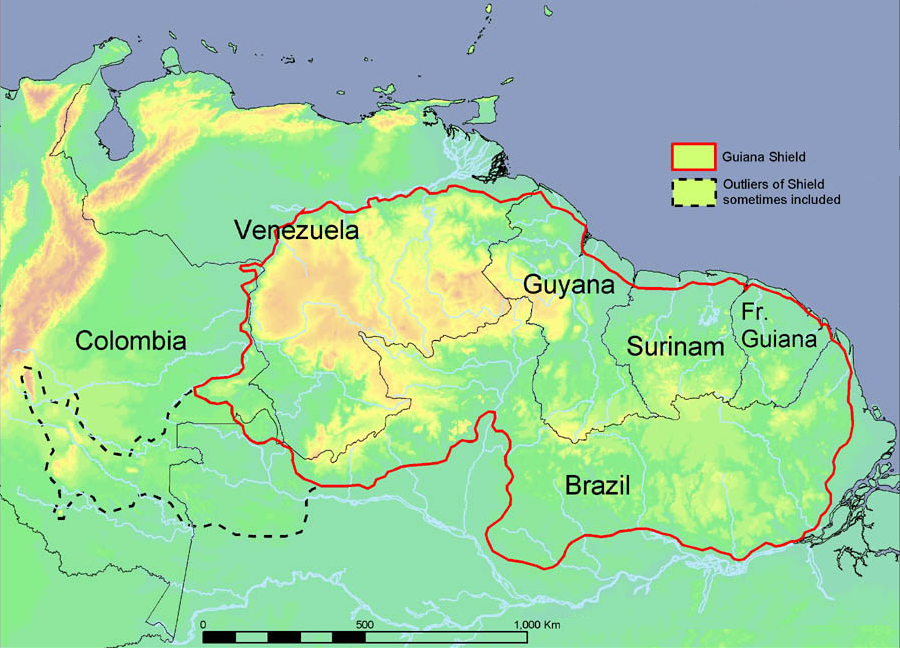
Karta över Guyanas högland.

Guyanas högland (även: Guyanahöglandet och Guyanaskölden) är en platå- och bergsområde i norra Sydamerika, beläget norr om Amazonfloden och söder om Orinocofloden. Området sträcker sig från Colombia i väster till norra Brasilien i öster. Det består av en två miljarder år gammal prekambrisk urbergssköld, en av de äldsta på jorden. Det liknar från ett geologiskt perspektiv det brasilianska höglandet.
Guyanas högland täcker större delen av Guyana, Surinam och Franska Guyana samt delar av Colombia, Venezuela och Brasilien. Dess högsta bergstopp är Pico da Neblina, 2 994 m ö.h.
På skölden finns platåberg (tepuis) och flera spektakulära vattenfall som Angelfallen (979 meter), Kukenanfallet (600 meter) och Kaieteurfallet (250 meter). Höglandet täcks av en av de största orörda regnskogsområdena i världen och skyddas av flera stora nationalparker.